# TRAPPIST-1 d
TRAPPIST-1 d — экзопланета у звезды TRAPPIST-1 в созвездии Водолея, возможно являющаяся скалистой планетой. Третья по отдалённости от звезды из семи планет в системе. Первое сообщение об открытии планеты TRAPPIST-1 d (вместе с планетами TRAPPIST-1 b и TRAPPIST-1 c, с помощью телескопа TRAPPIST) появилось 2 мая 2016 года. Однако при последующих наблюдениях было установлено, что первоначальное наблюдение третьей планеты было ошибочным — её предполагавшийся транзит в действительности был совпадением прохождений по диску звезды других, на тот момент ещё неизвестных планет системы. Более тщательные наблюдения системы позволили обнаружить настоящую третью планету вместе с ещё четырьмя планетами (e, f, g и h), параметры которых были представлены на пресс-конференции НАСА 22 февраля 2017 года и одновременно опубликованы в журнале Nature. Также параметры были уточнены после публикации данных, собранных телескопом «Кеплер».

## Характеристики

### Родительская звезда
Планета обращается вокруг ультрахолодной карликовой звезды TRAPPIST-1 спектрального класса M. Звезда имеет массу 0,08 M⊙ и радиус 0,11 R⊙. Температура поверхности равна 2559 ± 50 K (примерно 2290 °C). Возраст звезды 7,6 ± 2,2 млрд. лет. Для сравнения, температура поверхности Солнца составляет 5778 K и его возраст около 4,6 миллиарда лет. TRAPPIST-1 имеет близкую к солнечной металличность: [Fe/H] = 0,04 ± 0,08 (или от 91 % до 132 % солнечной металличности), а светимость всего 0,052 % от солнечной светимости. Из-за малой светимости визуальная звёздная величина TRAPPIST-1 составляет 18,8m, то есть звезду нельзя увидеть ни невооружённым глазом, ни в средний любительский телескоп.
| Земля | TRAPPIST-1 d    |
| ----- | --------------- |
| Земля | {{{exoplanet}}} |

### Физические характеристики
TRAPPIST-1 d имеет размеры, немного меньшие чем Земля — её радиус составляет 0,772 R⊕, а масса — всего 0,33 M🜨. По этим данным была вычислена средняя плотность, оказавшаяся равной примерно 4 г/см3. Она может быть близка к составу Земли, однако из-за погрешности есть вероятность содержания менее плотных веществ (например, воды). Предполагаемая dft-температура поверхности без учёта парникового эффекта атмосферы равна +15 °C. Масса и плотность были известны с большими погрешностями до публикации данных, сделанных телескопом «Кеплер».

### Параметры орбиты
Все планеты системы TRAPPIST-1 имеют орбиту, очень близкую к круговой. TRAPPIST-1 d совершает оборот вокруг звезды примерно за 4 дня, а радиус орбиты равен 0,02 а.е. Весьма вероятно синхронное вращение планеты (приливный захват), когда планета всегда повёрнута к звезде одной стороной.